# Спаладијум арена
Спаладијум арена је вишенаменска спортска дворана у Сплиту. Изграђена је за потребе Светског првенства у рукомету 2009. Смештена је између војне луке Лора и Бродоградилишта Сплит. 
Дворана има бруто површину од 28.500 м² и капацитет од 10.941 седећих места. У јавности су пласиране лажне информације да капацитет достиже и 12.000 места али је касније утврђен тачан број. Постоји и могућност делмичног преграђивања за мањи број гледалаца. Уз велику дворану изграђена је и мања дворана површине 4.100 м² и капацитета 150 седећих места која је углавном намењена за припреме и тренинге спортиста. Димензије игралишта су: 40 x 20 м. Изградња арене коштало је 50 милиона евра и представља једно од већих улагања у град Сплит.
Спаладијум арена је саставни део Спаладијум центра који, осим спортских, има и угоститељске, забавне и пословне просторе. Комплекс је пројектовао архитектонски студио „3 LHD“ из Загреба, а центар је изграђен по моделу јавно-приватног партнерства.

## Важни догађаји
- Светско првенство у рукомету 2009.
- Европско првенство у ватерполу 2022.
- Европско првенство у ватерполу за жене 2022.